# Helicteres muscosa
Helicteres muscosa är en malvaväxtart som beskrevs av Carl Friedrich Philipp von Martius. Helicteres muscosa ingår i släktet Helicteres och familjen malvaväxter. Inga underarter finns listade i Catalogue of Life.